# Gran Vía (Zaragoza)

La Gran Vía de Zaragoza.

La Gran Vía es uno de los principales paseos de Zaragoza, España. Comienza en la plaza de Basilio Paraíso y culmina en la avenida Goya. Su prolongación, una vez cruzada esta última avenida, se denomina paseo de Fernando el Católico. Con el paseo citado forma el llamado vulgarmente Barrio de Gran Vía, situado junto a nuevos barrios de Zaragoza, como Universidad, Romareda y Casablanca. Es además la puerta de salida hacia Teruel y Valencia.

## Historia

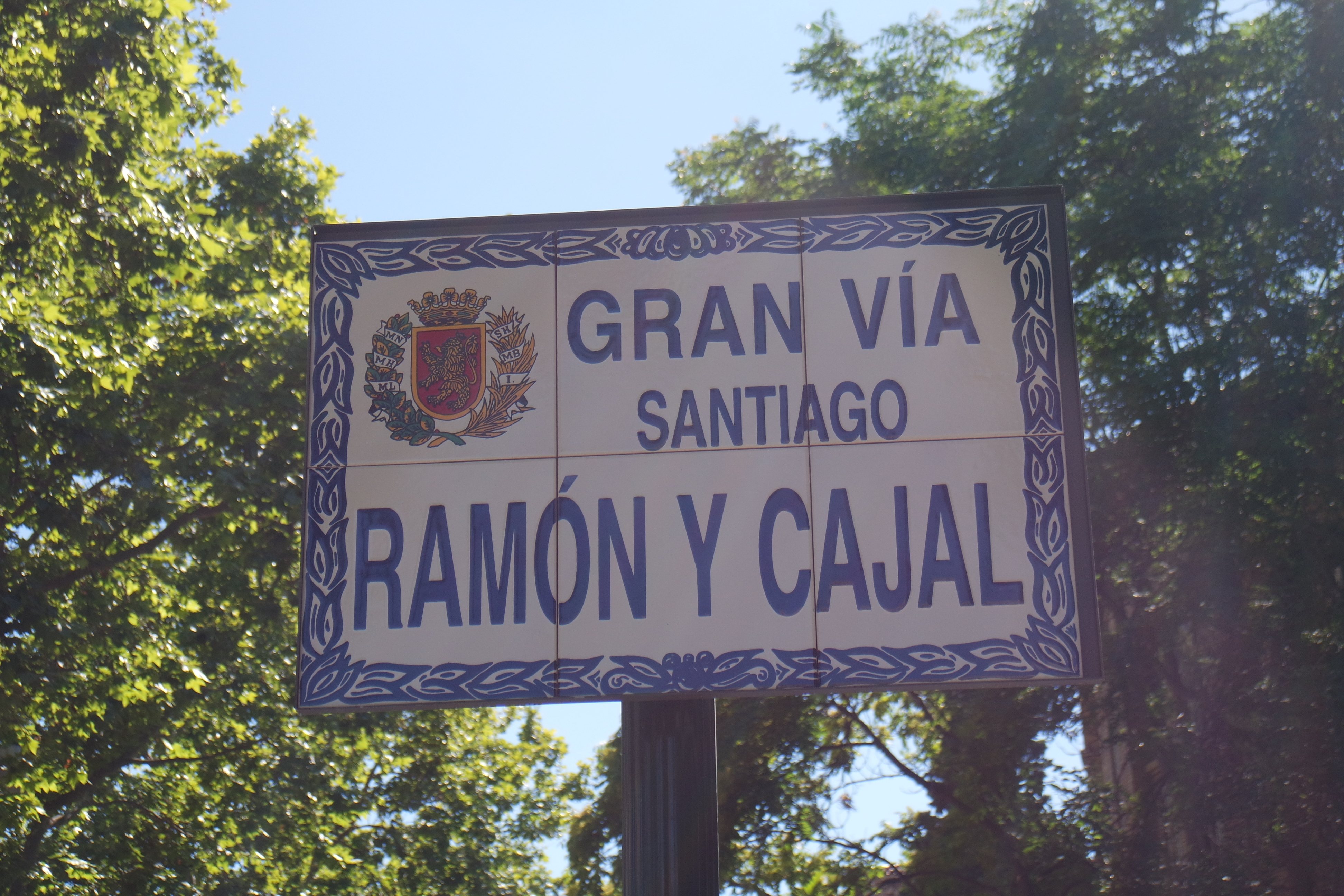

Fue fundado en 1924. Tuvo nombre provisionales, como Pablo Iglesias y Calvo Sotelo, hasta que se le impuso el de Gran Vía, por su tamaño.
A raíz de la construcción de la infraestructura de la Línea 1 del Tranvía, la Gran Vía sufrió una completa remodelación en 2010. En primer lugar, se procedió al saneamiento del río Huerva y al cambio de su cubierta. Se montaron nuevas aceras y calzadas y se instalaron las vías del tranvía. La principal modificación consistió en la supresión de un carril para tráfico rodado que permitió ampliar las aceras e instalar las nuevas vías. Además en el bulevar central, se instaló un carril bici que se prolongó por Fernando el Católico enlazando con los carriles del barrio de Romareda. 
Con la remodelación, se dio continuidad al bulevar estableciendo semáforos en los principales cruces de tráfico. Además se renovó el mobiliario urbano (papeleras, bancos...), y se establecieron pequeños espacios delimitados urbanizados con diversos materiales. Ello dio lugar a la instalación de parques infantiles, fuentes de diseño o zonas de descanso entre otros elementos.

## Galería

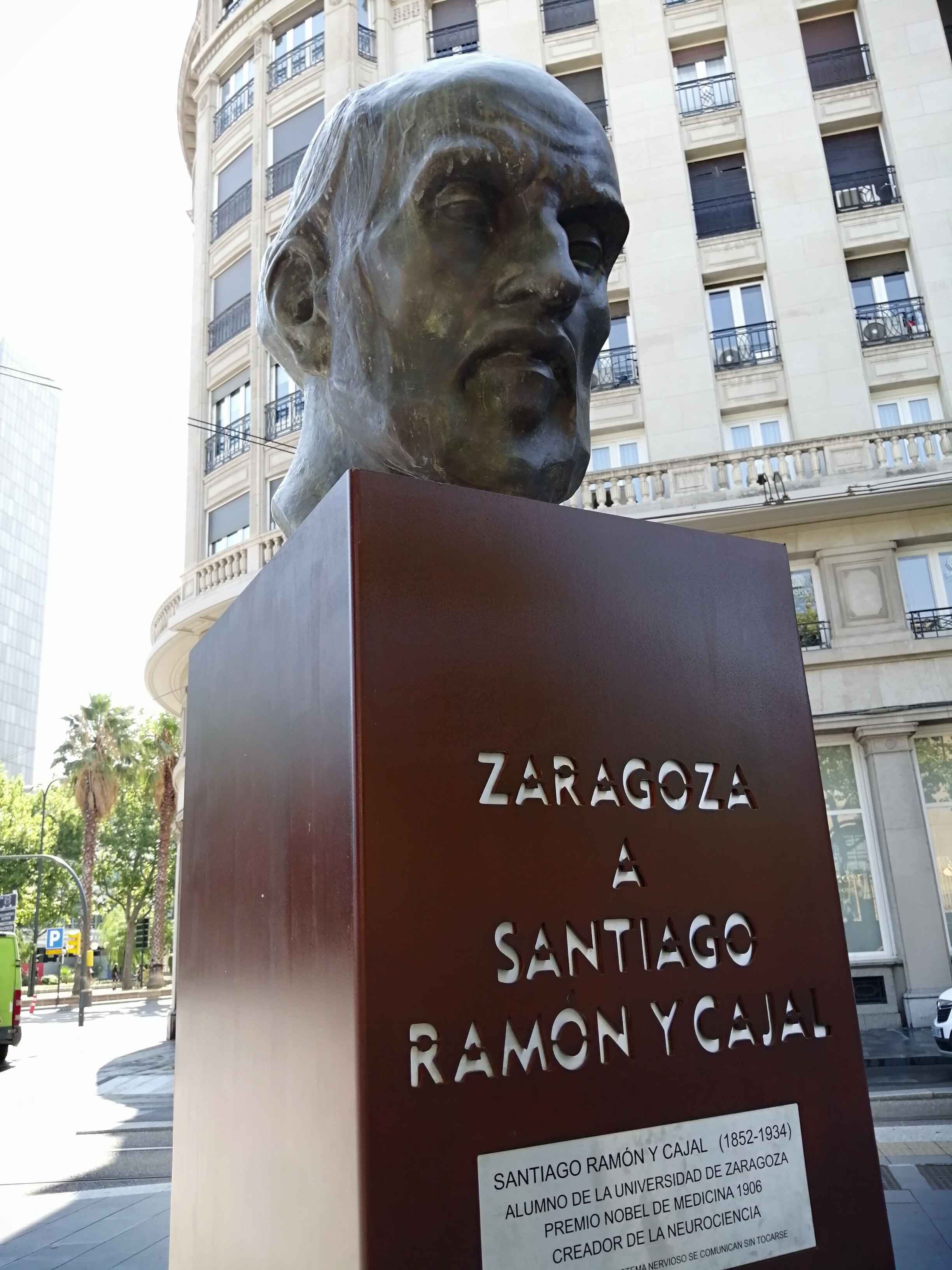
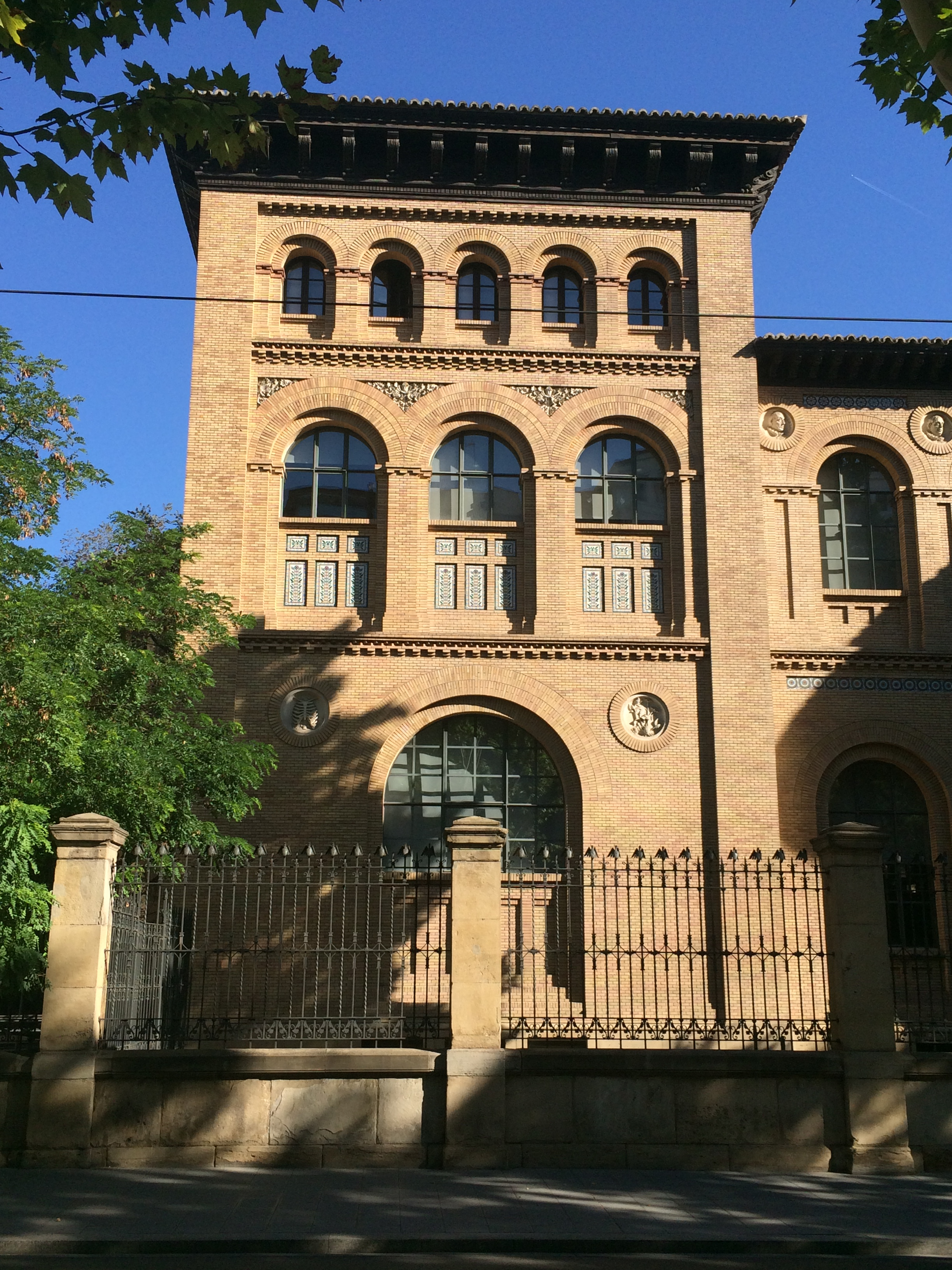
Fachada Este del Paraninfo de Zaragoza
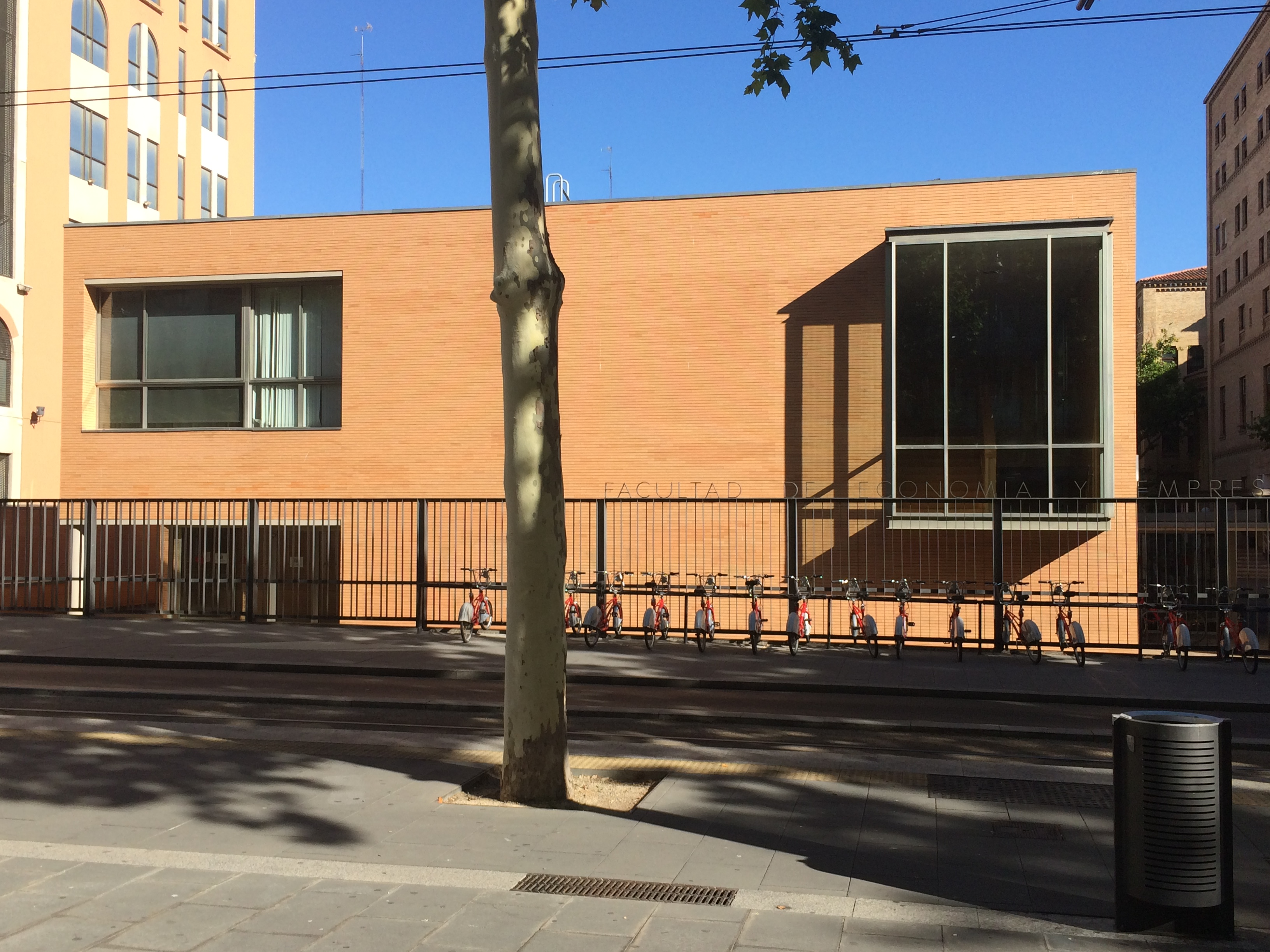
Facultad de Economía y Empresa
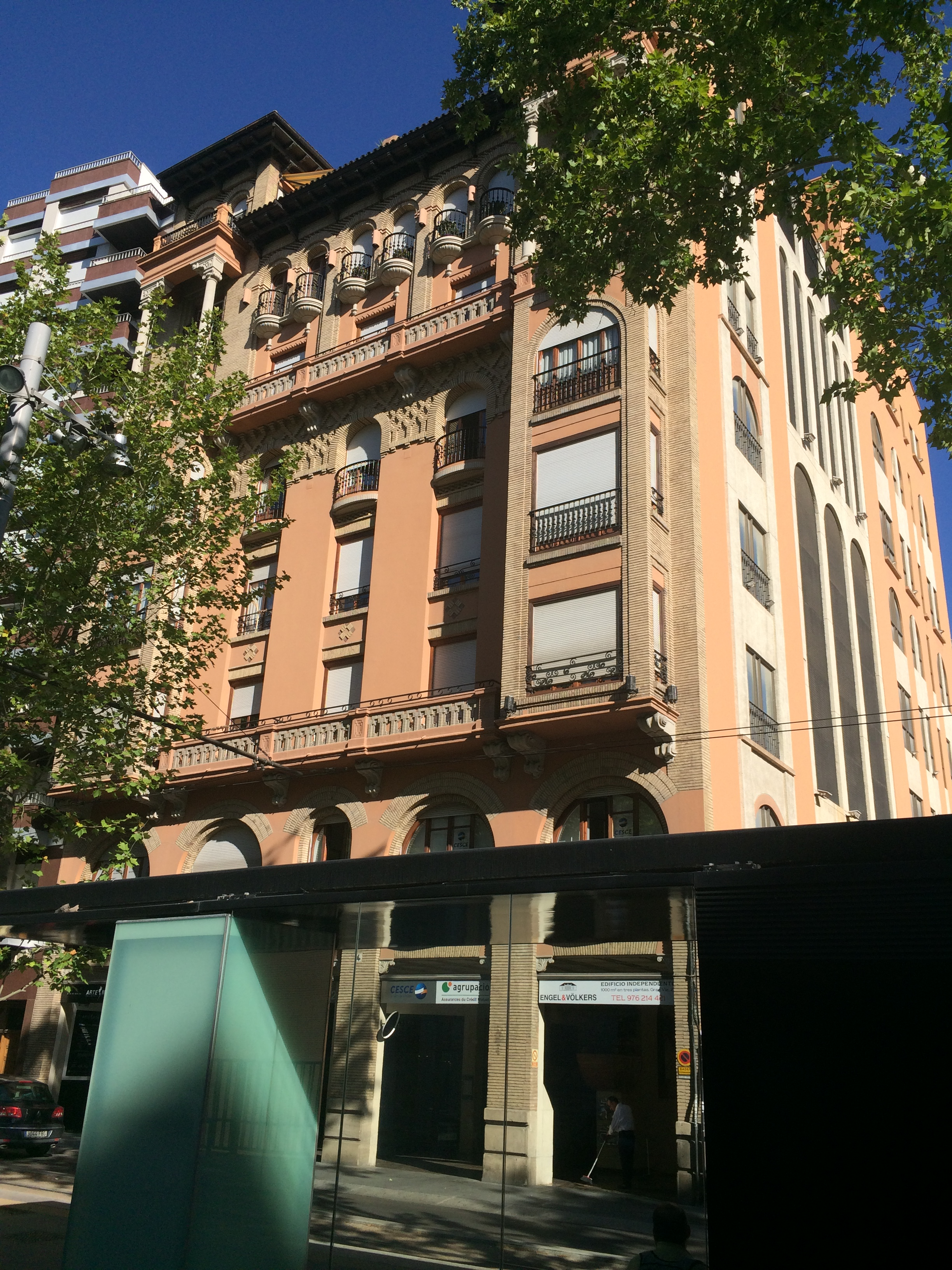
Gran Vía, 22
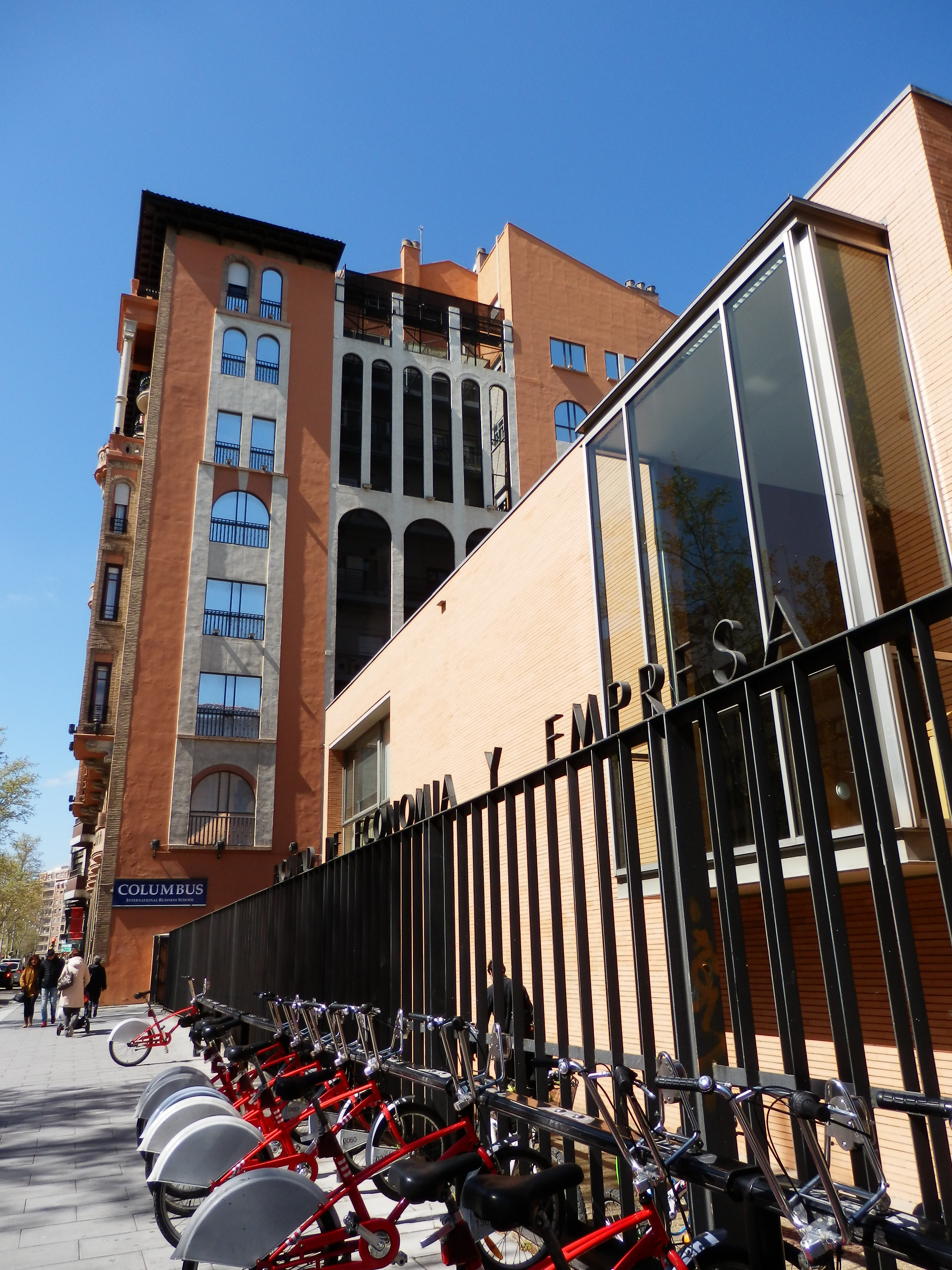
Aparcamiento de bicicletas
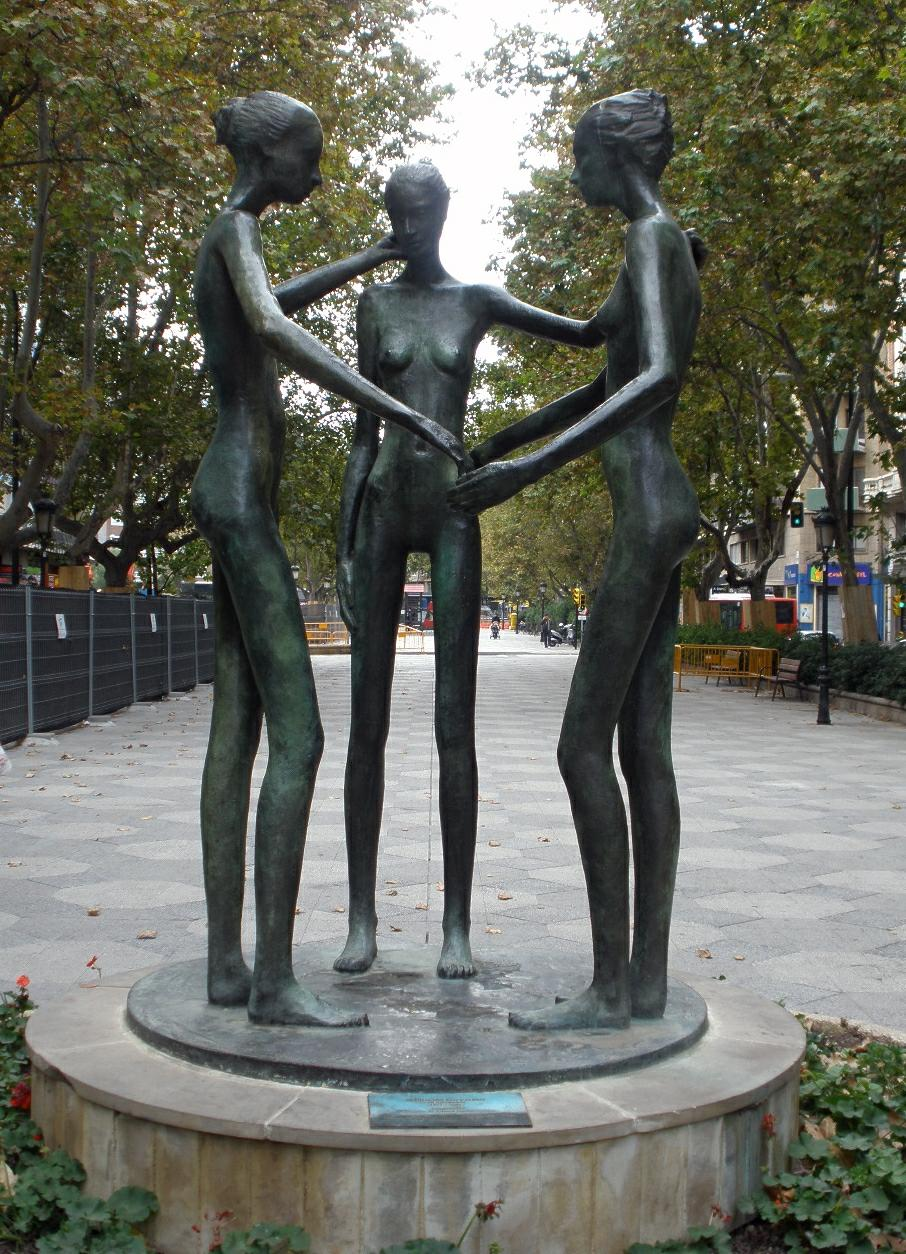
Complicidad
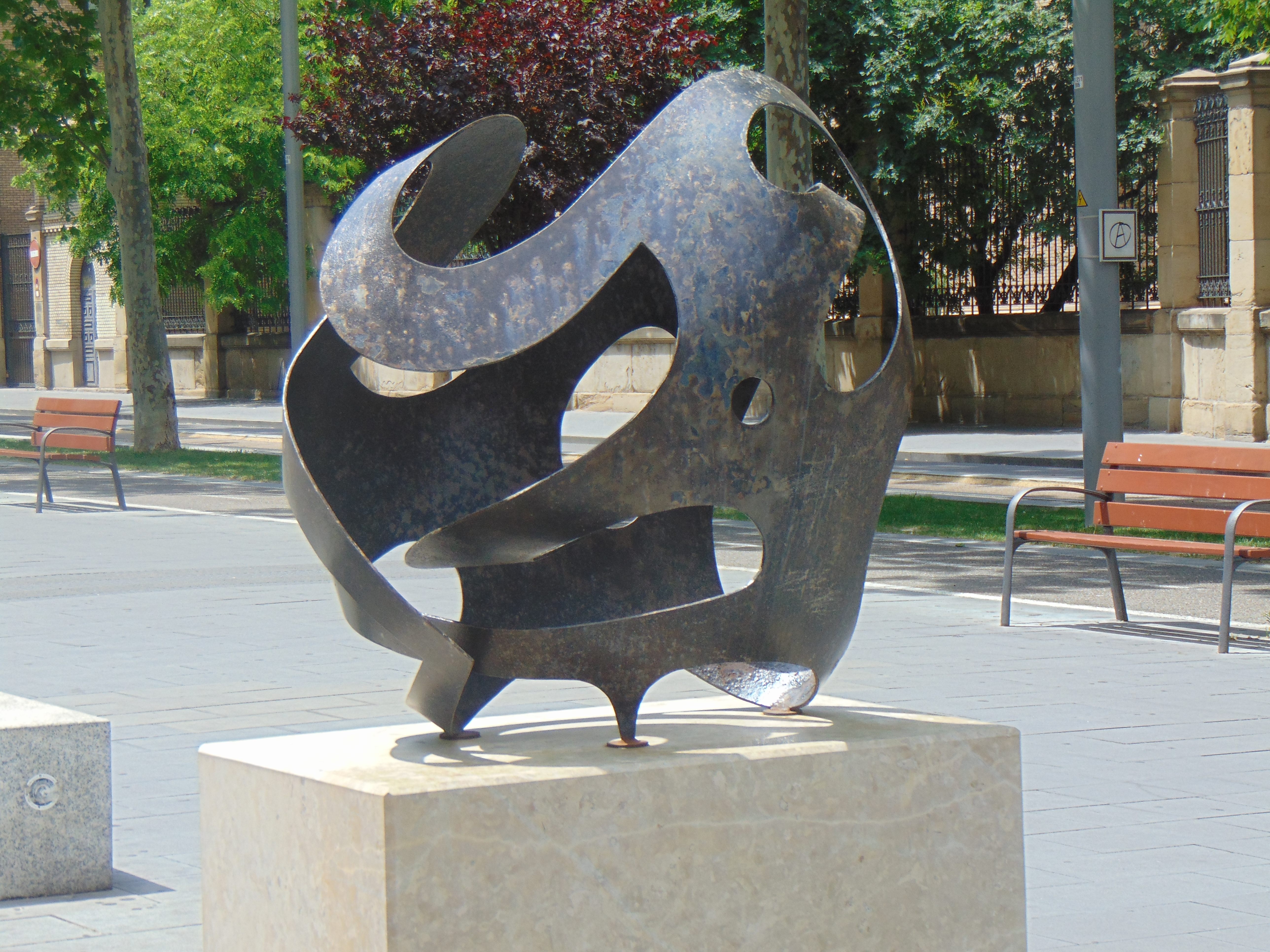
La ola y el monstruo
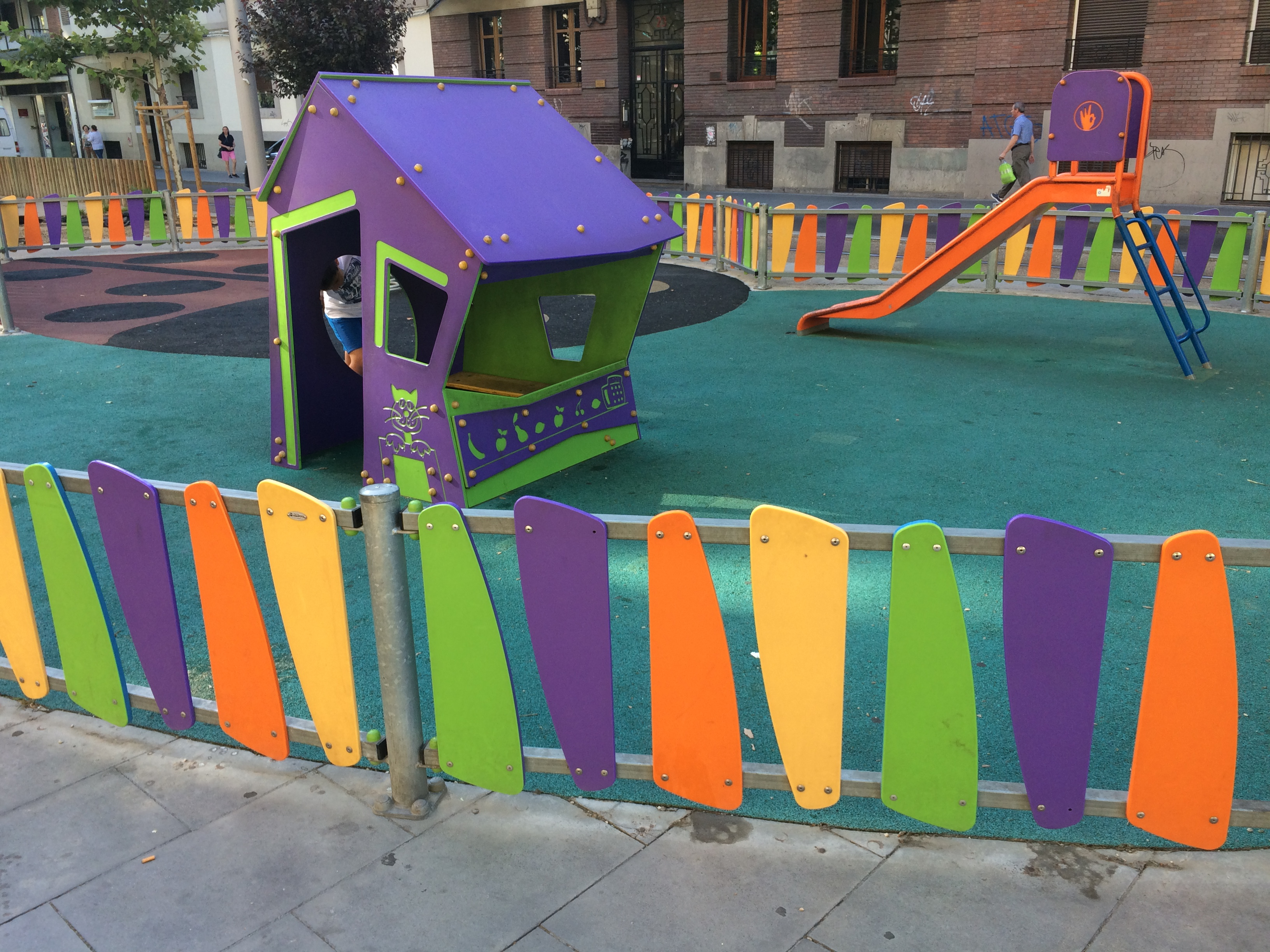
Parque infantil